# 文斯·迪馬喬
文森·保羅·迪馬喬（英語：Vincent Paul DiMaggio，1912年9月6日—1986年10月3日），為美國職棒大聯盟的中外野手。生涯曾效力過蜜蜂、紅人、海盜、費城人與巨人等隊。他的弟弟喬·迪馬喬和唐姆·迪馬喬都是大聯盟選手。

## 職業生涯
1936年12月4日，小聯盟的教士隊將迪馬喬交易到蜜蜂隊，換來Tiny Chaplin與Tommy Thompson。1937年和1938年，迪馬喬成為球隊的固定中外野手。他在菜鳥年繳出2成56的打擊率，並敲出13轟。隔年他的打擊率降到2成28，但敲出全隊最高的14轟。該年他還吞下138次三振，一度寫下了國聯單季被三振的紀錄。
1938年8月10日，蜜蜂隊將Gil English、Johnny Riddle和一名日後指定球員交易到洋基隊，換來艾迪·米勒。隔年2月4日，迪馬喬被交易到洋基，做為當時的日後指定球員。但他沒有在洋基隊出賽，而是被下放到小聯盟。
1939年8月5日，洋基將迪馬喬交易到紅人，換來兩名日後指定球員(Frenchy Bordagaray與Nino Bongiovanni)和現金。他在紅人隊兩年僅出賽8場比賽，便被交易到海盜隊，紅人也換來Johnny Rizzo。
1943年和1944年，迪馬喬入選明星賽。其中他在1943年的明星賽還差一支二壘安打達成完全打擊。
1945年，海盜將迪馬喬交易到費城人，換來Al Gerheauser。之後他在費城人敲出4支滿貫砲。1946年5月1日，他被交易到巨人，費城人換來Clyde Kluttz。

## 個人生活
二戰期間，迪馬喬在加州造船公司工作。在當時，有不少棒球員於二戰期間會到造船廠協助修復船隻。
在喬·迪馬喬的傳記中，喬曾提及他年輕時和哥哥文斯相處不是很好。
迪馬喬後來育有2子，之後還有4個孫子和2個曾孫。1986年，他因為大腸癌去世，享年74歲，為迪馬喬三兄弟中第一位去世的人。

## 生涯打擊成績
| 出賽次數 | 打席 | 打數 | 得分 | 安打 | 二安 | 三安 | 全壘打 | 打點 | 盜壘 | 保送 | 三振 | 打擊率 | 上壘率 | 長打率 | OPS  |
| -------- | ---- | ---- | ---- | ---- | ---- | ---- | ------ | ---- | ---- | ---- | ---- | ------ | ------ | ------ | ---- |
| 1110     | 4313 | 3849 | 491  | 959  | 209  | 24   | 125    | 584  | 79   | 412  | 837  | .249   | .324   | .413   | .737 |

## 外部連結
- 球員資訊和成績在MLB，ESPN，Retrosheet ，Baseball Reference ，Baseball Reference (Minors) ，Fangraphs ，The Baseball Cube （英文）
- 文斯·迪馬喬在台灣棒球維基館上的頁面（繁體中文）